# Hep Stars på svenska
Hep Stars på svenska är ett album från 1969 av den svenska popgruppen Hep Stars där de sjunger på svenska. 

## Låtlista
1. "I natt jag drömde"
2. "Mot okänt land"
3. "Bilden av dej"
4. "Är det inte kärlek säg?"
5. "Speleman"
6. "Lilla Sofi"
7. "Precis som alla andra"
8. "Någonting har hänt"
9. "Jag vet"
10. "I sagans land"
11. "Tända på varann"